# James Fergason
James Fergason (* 12. Januar 1934 in Wakenda, Missouri; † 9. Dezember 2008) war ein US-amerikanischer Physiker der im Bereich der Flüssigkristalle (LC) und deren Anwendungen forschte.

## Leben und Wirken
James Fergason erwarb seinen Bachelor in Physik 1956 an der University of Missouri. Er machte seine ersten praktischen Erfahrungen mit Flüssigkristallen an den Westinghouse Research Laboratories in Pennsylvania und erhielt 1963 ein Patent (US 3,114,836) für Einrichtungen zur bildgebenden Temperaturmessung mit cholesterischen Flüssigkristallen (Thermal imaging devices utilizing a cholesteric liquid crystalline phase).
Zwei Jahre später verließ er Westinghouse und gründete seine eigene Firma ILIXCO, um seine verbesserten LC-Displays zu fertigen. Sein erster Kunde war ein Uhrenhersteller aus der Schweiz, der LCD-Uhren herstellte.
Fergason hielt über 150 Patente in den USA und über 500 Patente im Ausland. 2001 wurde er in der National Inventors Hall of Fame aufgenommen. 2008 erhielt er die IEEE Jun-ichi Nishizawa Medal.